# Landeyjahöfn

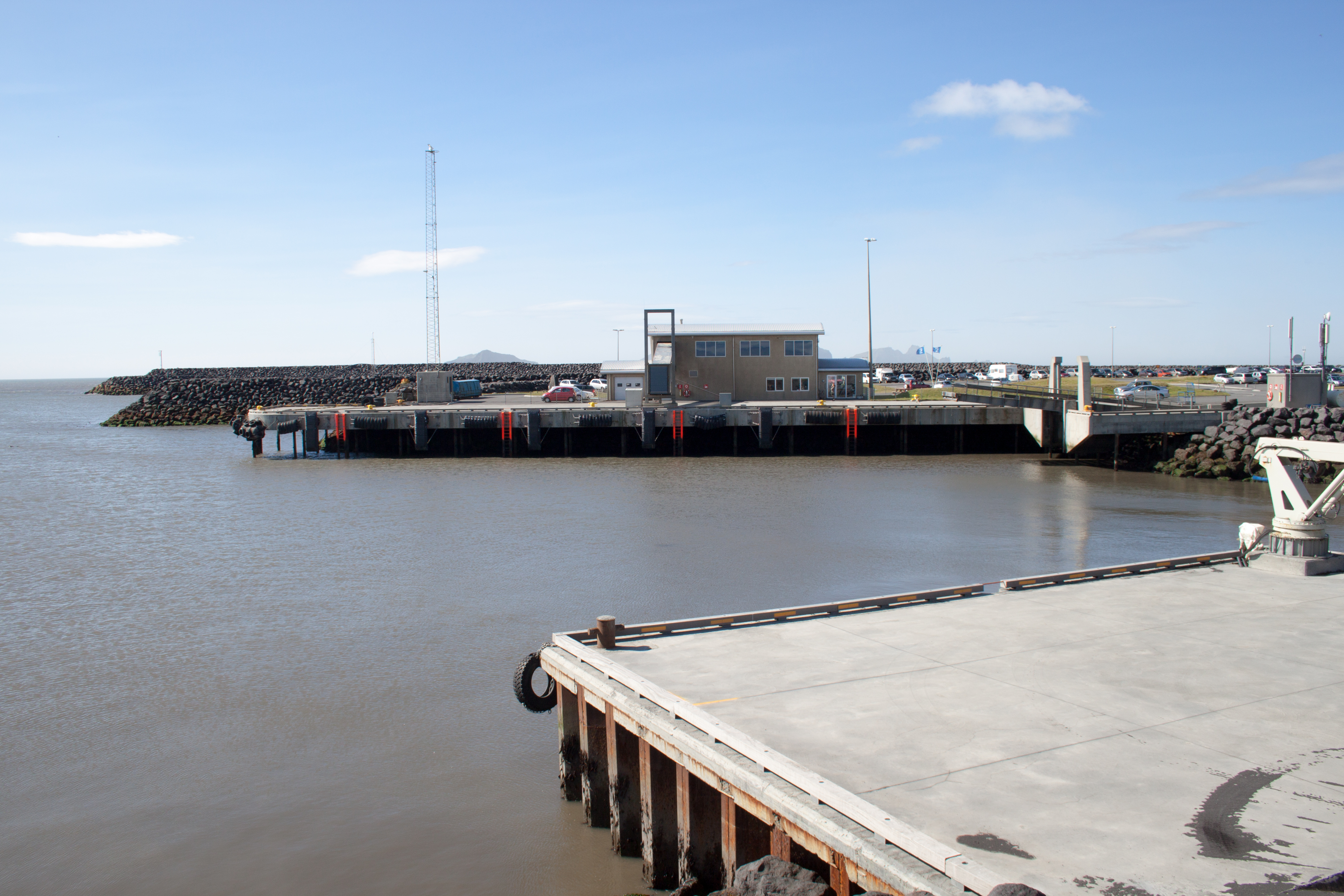
Landeyjahöfn

Der Landeyjahöfn [ˈlanteiˑjaˌhœpn̥] ist ein Fährhafen an der Südküste Islands. Er liegt auf dem Gemeindegebiet von Rangárþing eystra, westlich der Mündung des Markarfljóts.

## Geschichte
Der Hafen wurde am 21. Juli 2010 eröffnet und ersetzte den Hafen von Þorlákshöfn bei der Schiffsverbindung der Fähre Herjólfur nach Heimaey auf den Westmännerinseln. Die Straßenstrecke zwischen Reykjavík und dem neuen Hafen beträgt jetzt 134 Kilometer, im Vergleich zu 51 Kilometern früher nach Þorlákshöfn. Durch die wesentlich kürzere Seefahrt verkürzt sich jedoch die gesamte Fahrzeit erheblich.
Der Hafen ist durch Versandung bedroht, besonders nach dem Ausbruch des Eyjafjallajökull 2010.